# Psicodriving
Psicodriving es una microserie de televisión española, emitida por Nitro en su primera temporada y por Nitro y La Sexta a partir de la segunda. La microserie, dentro del género de humor, está protagonizada por Goyo Jiménez. Este cubre el papel de Gustavo Gandini, un gran profesional de la psicología que detecta y soluciona los casos que se le presentan con astucia y rapidez mental, aprovechando a su favor las circunstancias que le ofrece el día a día de una manera ágil e ingeniosa.

## Cameos
Algunos de los invitados han sido, entre otros, Félix Álvarez "Felisuco", Miki Nadal, Eva Santolaria, Carlos Chamarro, Llum Barrera y Javier Veiga.

## Audiencias
| Temporada | Temporada | Episodios | Estreno            | Final               | Audiencia    | Audiencia | Audiencia |
| Temporada | Temporada | Episodios | Estreno            | Final               | Espectadores | Cuota     |           |
| --------- | --------- | --------- | ------------------ | ------------------- | ------------ | --------- | --------- |
|           | 1         | 5         | 2 de junio de 2012 | 30 de junio de 2012 | 42 000       | 0,4%      |           |
|           | 2         | 5         | 5 de abril de 2012 | 3 de mayo de 2012   | 325 000      | 3,9%      |           |
| Total     | Total     | 10        | 2012               | 2013                | 184 000      | 2,1%      |           |

## Primera temporada (2012)Nitro
| N.º (serie) | N.º (temp.) | Título                              | Fecha               | Audiencia     |
| ----------- | ----------- | ----------------------------------- | ------------------- | ------------- |
| Temporada 1 |             |                                     |                     |               |
| 1           | 1           | Bye Bye Sexmachine                  | 2 de junio de 2012  | 48 000 (0,5%) |
| 2           | 2           | Tres son multitud                   | 9 de junio de 2012  | 34 000 (0,3%) |
| 3           | 3           | Superwoman, menos super y más woman | 16 de junio de 2012 | 35 000 (0,4%) |
| 4           | 4           | La vida es una selva                | 23 de junio de 2012 | 31 000 (0,3%) |
| 5           | 5           | De Peter Pan a Sr. Peter            | 30 de junio de 2012 | 60 000 (0,7%) |

## Segunda temporada (2013)La Sexta
| N.º (serie) | N.º (temp.) | Título             | Fecha               | Audiencia      |
| ----------- | ----------- | ------------------ | ------------------- | -------------- |
| Temporada 2 |             |                    |                     |                |
| 1           | 1           | Tenemos que hablar | 5 de abril de 2013  | 392 000 (4,3%) |
| 2           | 2           | Y yo más           | 12 de abril de 2013 | 307 000 (3,5%) |
| 3           | 3           | El último tren     | 19 de abril de 2013 | 331 000 (4,3%) |
| 4           | 4           | Último deseo       | 26 de abril de 2013 | 293 000 (3,9%) |
| 5           | 5           | Tomar el control   | 3 de mayo de 2013   | 303 000 (3,5%) |